# Александар Винокуров
Александар Николаевич Винокуров (рус. Алекса́ндр Никола́евич Виноку́ров; 16. септембар 1973) бивши је казахстански професионални бициклиста и тренутно спортски директор казакстанског бициклистичког тима Астана. Највећи успеси су му освајање Вуелта а Еспање 2006. и злато на Олимпијским играма 2012.

## Аматерска каријера
Винокуров је почео да се бави бициклизмом са 11 година, када је почео да похада спортску школу у Петроплавовску. 1986. преселио се у Алмати, а затим у Астану, главни град Казахстана, где је остао да тренира пет година. Преко зиме је тренирао у Калифорнији, као и већина професионалаца. Тренирао је као члан националног тима Совјетског Савеза, а након одвајања Казахстана 1991. наставио је да тренира као члан националног тима Казахстана.
1993. је завршио трећи на Ређо Туру за аматере, а остали битни резултати су му две освојене етапе на Туру Еквадора за аматере 1995. и победа на Туру Словеније 1996. Учествовао је на Олимпијским играма 1996. у Атланти, када је друмску трку завршио на 53 места.
У зиму 1996. Жил Мас, спортски директор тима Агригел, примио је писмо од селектора Казахстанског националног тима о могућности да шест Казахстанских возача пређе у европске тимове. Мас је прихватио да узме најбољу двојицу, али да морају прво годину да возе за аматерски тим Еспоир Сент Етјен. Мас је изабрао Андреја Мизурова и Винокурова.
Винокуров је у Француску стигао 22. марта 1997. након слабог издања на Туру Лонгкави, који је возио за казахстански национални тим. Док се он лако прилагодио на Европу, Мизуров је имао проблема са тим и вратио се у Казахстан. У мају 1997. замемио га је Андреј Кивилев, који је возио за аматерски тим у Бургосу. Винокуров је завршио други на етапи на Туру Ауверњ, две недеље након што је дошао у Европу, а недељу касније освојио је награду за најбољег брдаша на трци куп Француске. Винокуров је за аматерски тим остварио десет победа и Винсент Лавену му је понудио двогодишњи уговор за професионални тим Казино.

## Професионална каријера

### 1998 — 2002
1998. у својој првој сезони, Винокуров је остварио шест победа, укључујући Четири дана Данкека, Тур Оис и етапу на Туру Пољске. Почетком 1999. освојио је етапну трку Вуелта Валенсијанске покрајине. Три месеца касније освојио је две етапе на трци Мид либре, а затим је освојио Критеријум Дофине Либере. Возио је и свој први Тур де Франс, завршио га је на 35 месту.
2000. је прешао у тим Телеком, са којим је освојио класификацију комбинације на Париз—Ници и треће место на Критеријуму Интернационал. На Тур де Франсу је био помоћник лидеру тима, Јану Улриху и завршио је на 15 месту. Прву победу за немачки тим остварио је на Вуелта а Еспањи, где је победио на етапи 18, након што је ухватио двојицу возача који су били у бегу и одспринтао их у задњих 300 метара. На Олимпијским играма освојио је сребро, завршио је иза Јана Улриха, а испред Андреаса Кледена и тако су возачи из тима Телеком освојили медаље на Играма.
2001. је победио на хронометру на Туру Холандије и узеонје жуту мајицу од сувозача Ерика Цабела. Доминација тима Телеком је била огромна. наредну етапу освојио је Олаф Чуд, а Винокуров је узео још минут и по  од ривала. На Тур де Франсу је био помоћник Улриху и завршио је на 16 месту.
2002. освојио је Париз—Ницу, где је узео мајицу од Лорана жалабера нападом на Мон Фарону. Касније је освојио етапу на Туру Швајцарске, али је неколико етапа касније пао на спусту и повезен је у болницу. Напустио је трку да би се припремио за Тур де Франс, али је две недеље касније откривено да има ломова и морао је да пропусти Тур.

### 2003 — 2005
2003. на Париз—Ници, Андреј Кивилов је пао на другој етапи, превезен је у болницу у коми, а током ноћи је умро. Кивилов је био добар пријатељ Винокурову и његова смрт га је погодила, али је изјавио да је мотивисан више него икад да победи. Трећа етапа је била неутралисана, на четвртој је био хронометар, а на петој етапи је био једини финиш на брду, Винокуров је напао на Мон Фарону, победио на етапи и освојио трку. 40 дана касније, освојио је Амстел голд рејс. Винокуров је водећу групу стигао на 10 km до циља, а напао је на 5 km и освојио је са 4 секунде испред Михела Богерда. На Туру Швајцарске, Винокуров је напао на првој етапи, пратио га је само Сергеј Иванов, Винокуров је победио на етапи и узео је лидерску мајицу. Франческо Касагранде га је напао на првој брдској етапи и смањио је разлику на шест секунди. Касагранде је напао и на наредној брдској етапи и узео је мајицу, али неколико дана касније, на хронометру, Винокуров је завршио пети, надокнадио је разлику и освојио је Тур Швајцарске. На Тур де Франсу, Винокуров је био лидер тима, уз Сантијага Ботера. На Алп ду Езу је завршио други, а на наредној етапи, напао је на девет километара до циља и победио је. Освојио је треће место на Туру.
2004. на Париз—Ници, Винокуров је пропустио бег који је узео 5 минута, али је освојио три етапе. На петој етапи, напао је на малом успону, на осам километара до циља и победио је са четири секунде. На седмој етапи, напао је на 5 km до циља, на два километра је ухватио Самјуела Санчеза, који је био испред, отишао од њега и победио. Трећу победу је остварио на задњој етапи, победио је у спринту Дениса Мењшова. На Лијеж—Бастоњ—Лијежу завршио је трећи, иза Давидеа Ребелина и Михела Богерда. На другој етапи Тура Швајцарске, пао је, истегао је лигаменте и повредио раме, због чега је морао да пропусти Тур де Франс.
Вратио се на Ређо Тур у августу. Победио је на хронометру на другој етапи, а затим је победио и у спринту на трећој етапи и освојио је трку. Возио је и Вуелта а Еспању, али се отровао храном и изгубио је доста времена у првој недељи, опоравио се да узме четврто место на хронометру, а затим је напустио Вуелту. На светском првенству у вожњи на хронометар, освојио је бронзу.
2005. је освојио Лијеж—Бастоњ—Лијеж. Напао је са Јенсом Фогтом на више од 50 km до циља и успели су да сачувају предност до краја. Покушавао је Винокуров да се ослободи Фогта на шест километара до циља, али није могао и победио га је у спринту. На Дофине Либереу, освојио је етапу до Мон Вентуа. Након Дофинеа, вратио се у Казахстан и освојио је национално првенство.
Винокуров је у јулу изјавио да је у форми у каквој је био 2003. и да ће возити за тим, у коме су још били Јан Улрих и Андреас Кледен. На почетном хронометру, Винокуров је завршио трећи, 15 секунди испред Улриха и минут испред Кледена. На осмој етапи, Ленс Армстронг је пратио напад Винокурова, али није реаговао када је Кледен напао. У планинама је изгубио време, али је затим победио на етапи 11, одспринтао је Сантијага Ботера.
Тензије између Винокурова и сувозача биле су велике и кулминирале су на етапи 14, када је Винокуров отпао, хватао групу 20 km и вратио се, а затим напао, али су га Улрих и Кледен ухватили и вратили у групу. Страсти су спласнуле када је Винокуров победио на етапи 21, у Паризу. Након трећег места на хронометру на етапи 20, изгубивши време само од Армстронга и Улриха, Винокуров је дошао до шестог места, две секунде иза Левија Лајпхајмера и тако се етапа 21, обично етапа на којој се слави, претворила у борбу Лајпхајмера и Винокурова. Пролазни циљ је био на 75 km и Лајпхајмер и његов тим су изашли на чело групе, да би спречили Винокурова да узме бонус секунде. Ишли су јаким темпом да обесхрабре Винокурова, али на километар и по, Винокуров је напао и једино је Лајпхајмер могао да га прати, али му није могао ништа у спринту, Винокуров је узео шест секунди, Лајпхајмер четири и били су изједначени, али је Лајпхајмер био испред. Када су стигли у Париз, заустављен је сат због лоших временских услова, Лајпхајмер је обавештен да се секунде бонификације неће доделивати и сви су мислили да је Лајпхајмер завршио пети. У задњим километрима неколико возача је напало, али су ухваћени, затим су напали Винокуров и Бред Макги и нису их ухватили, Винокуров је победио у спринту. Тур је на крају ипак доделио бонус секунде и Винокуров је освојио пето место.
На крају сезоне, Винокурову је истекао уговор и придружио се тиму Либерти Сегурос Вурх.

### 2006 — 2007
Либери Сегурос се повукао из спонзорства тима након хапшења Манола Сајиза, због умешаности у допинг. Спонзорство је преузела казахстанска компанија и тим се звао Астана Вурх. 30. јуна, Астана је остала без учешћа на Тур де Франсу, након што је пет возача било умешано у допинг аферу, операција пуерто. Винокуров није био умешан. Након тога, Вурх се повукао из спонзорства.
На Вуелта а Еспањи, Винокуров је изгубио време на првој брдској етапи. Изгубио је седму етапу од Алехандра Валвердеа, а затим је победио на осмој и деветој етапи и дошао је до петог места након прве недеље. Након доброг хронометра и добрих резултата на етапама 17 и 18, Винокуров је узео лидерску мајицу од Валвердеа. Након хронометра, на коме је остварио трећу етапну победу, Винокуров је освојио Вуелту.
Након прве и једине гранд тур победе, Винокуров је освојио треће место на светском првенству у вожњи на хронометар, остао је иза Фабијана Канчеларе и Дејва Забриског.
2007. је почео трећим местом на Тирено—Адриатику, а затим је освојио две етапе и класификацију по поенима на Критеријуму Дофине Либере.
На Тур де Франсу је био први фаворит. Почео је седмим местом на прологу, а амбиције за генерални пласман имао је до пете етапе, када је пао на 25 km до циља и завршио је у каналу, повредио је оба колена и лактове. Главна група није успорила, да му дозволи да се врати, из тима Астана вратило се седам возача да му помогну, али је Винокуров завршио минут и 20 секунди иза осталих фаворита.
Након пада и повреда, губио је време и Алпима и више није био конкурент, али је победио на хронометру минут и 14 испред Кадела Еванса, а победио је и на етапи 15.

### Суспензија 2007
На етапи 16, Винокуров је био позитиван на допинг тесту, вршио је трансфузију туђе крви. Лабораторија у Шатне Малабрију изнела је податке и резултате анализе крви који су показали присуство два различита типа црвених крвних зрнаца у крви казахстанског бициклисте, што значи да је непосредно пре те етапе примио трансфузију. Избачен је са Тура и отпуштен из Астане. Неколико дана касније, био је позитиван и на Б узорку и одузете су му етапне победе, етапа 13 је припала Каделу Евансу, а етапа 15 Киму Кирхену. Винокуров је од страна казахстанске бициклистичке уније суспендован на годину дана. Астана је намеравала да га тужи због лошег публицитета, а тужбу су поднели Еванс и његов тим, Лото предиктор, због публицитета који су изгубили јер Еванс није на време проглашен победником етапе.
У децембру 2007. Винокуров је објавио да завршава каријеру.

### 2009 — 2010
Винокуров, који је добио једногодишњу суспензију, изјавио је за белгијску телевизију да жели да вози опет.
Светска бициклистичка федерација, UCI, уложила је жалбу суду за спортску арбитражу, тражећи да се једногодишња суспензија повећа на стандардну двогодишњу. Жалба је била уложена и 2007. али је одбијена јер је Винокуров објавио крај каријере, жалба је други пут прихваћена и суспензија је продужена до 24. јула 2009.
Након Тур де Франса 2009. године, 4. августа је први пут учествовао у једној званичној трци. Тур де Аин, дужине 45 km, у француском граду Кастијон ла Батај, завршио је на седмом месту, а победио је на хронометру дугом осам километара, на трећој етапи. Возио је за Казахстан, а затим је потписао уговор са Астаном и био је део тима на Вуелта а Еспањи, али је није завршио.
2010. је почео своју прву пуну сезону након суспензије и планирао је да дебитује на Ђиро д’Италији.
Сезону је почео на Туру Медитерана, где је завршио пети, а затим је био помоћник Алберту Контадору на Критеријуму Интернационал. Прву победу за Астану након повратка, остварио је на Ђиро дел Трентино трци, у Италији, где је победио на отварању, на хронометру и освојио је трку. Уз помоћ Контадора освојио је Лијеж—Бастоњ—Лијеж, а затим је возио Ђиро д’Италију. Већ на трећој етапи, Винокуров је узео лидерску мајицу од Кадела Еванса, који је пао на 15 km до циља. Мајицу је држао пет дана, а на крају је завршио на шестом месту.
На Тур де Франсу, Винокуров је вио први помоћник Контадору, који је освојио Тур, Винокуров је победио на етапи 13, након соло напада, остваривши прву победу на Туру након двогодишње суспензије.

### 2011 — 2012
2011. освојио је етапу на Туру Баскијске земље и на Туру Романдије, где је завршио трећи.
На Тур де Франсу, био је опет помоћник Контадору. Пао је током девете етапе и поново је објавио крај каријере. Рехабилитација је ишла боље него што је очекивао и одлучио је да вози Ђиро ди Ломбардију пре завршетка каријере. У септембру је одлучио да одложи завршетак каријере и да вози још једну сезону.
2012. Винокуров се вратио на Туру Лангкави, трци на којој је почео професионалну каријеру. Након суспензије Алберта Контадора због допинга, Винокурову је било осигурано место на Тур де Франсу. На неколико етапа био је у бегу, а на етапи 18 је добио награду за најборбенијег возача.
Недељу дана након Тур де Франса, освојио је златну медаљу на Олимпијским играма у Лондону, у друмској трци. Винокуров и Ригоберто Уран су напали на осам километара и радили су заједно до циља, на 300 метара, Уран се окренуо на десну страну да види где су остали, Винокуров је тад почео да спринта и победио је, јер Уран није могао да реагује на време. Винокуров је постао први освајач олимпијске медаље у друмској трци из азијских земаља и први који је освојио две медаље у друмској трци, након сребра 2000.
Возио је и трку на хронометар, али се није борио за медаљу. Након Олимпијских игара, завршио је каријеру.

## Крај каријере и приватни живот
У септембру 2012. Винокуров је продао бицикл са којим је освојио златну медаљу за 243 000 компанији Трек.
Два месеца касније, унија професионалних бициклиста покренула је истрагу против Винокурова и Александра Колобњева, након текста који је објавио италијански часопис Коријере дела сера, у коме су оптужили Винокурова и Колобњева да су склопили договор да Винокуров победи на Лијеж—Бастоњ—Лијежу 2010. Истрага светске бициклистичке уније (UCI) и даље се чека. У августу 2014. тужиоци у Лијежу су потврдили да су Винокуров и Колобњев опружени за корупцију и да је могућа затворска казна између 6 и 36 месеци и новчана између 600 и 300 000 еура.
Од 2013. је генерални менаџер тима Астана.